# Dictyophyllaria
Dictyophyllaria,  es un género monotípico de orquídeas de hábitos terrestres. Es originario de Brasil.

## Descripción
Es muy similar a las especies del género Vanilla, sin embargo se distingue por no ser trepadora, sino de hábitos terrestres, con los tallos paniculados como un arbusto. Tiene la apariencia de Epistephium presentando el labelo libre de la columna y las hojas reticuladas, además de un crecimiento simpodial.

## Distribución y hábitat
La única especie se registra en los bosques de Serra do Mar en São Paulo, Brasil.

## Evolución, filogenia y taxonomía
Fue propuesta por Garay y publicado en Botanical Museum Leaflets 30(4): 231, en el año 1986. Este es un género monotípico, cuya única especie es Dictyophyllaria dietschiana (Edwall) Garay, anteriormente conocida como Vanilla dietschiana  Edwall. 

### Etimología
El nombre viene del griego diktyon, red, y phyllarion, hoja pequeña, en referencia al diseño de sus hojas.

### Sinonimia
- Vanilla dietschiana Edwall, Revista Centro Sci. Campinas 2: 192 (1903).[1]